# Língua canichana
O Canichana é uma língua extinta da Bolívia.

## Vocabulário
Alguns nomes de plantas e animais na língua canichana (Crevels 2012):
| Canichana                                | Português                    | Espanhol                  | Nome científico       |
| ---------------------------------------- | ---------------------------- | ------------------------- | --------------------- |
| ne-kme                                   | abelha                       | abeja                     |                       |
| ni-chal'a                                | cutia                        | agutí                     |                       |
| ne-roro                                  | poraquê                      | anguila                   |                       |
| ne-uvetsetse                             | arraia                       | arraya                    |                       |
| ne-neush                                 | bagre                        | bagre                     |                       |
| ne-quenetse                              | jacaré                       | caimán                    |                       |
| ni-hgup                                  | veado                        | ciervo                    |                       |
| ni-rupe                                  | cervo-do-pantanal, guaçupuçu | guazu pucu                | Cervus paludosus      |
| ne-ujaresa                               | veado-catingueiro, guaçubirá | guazu bira                | Cervus simplicicornis |
| ni-petse                                 | veado-campeiro               | guazu ti                  | Cervus campestris     |
| ne-raja                                  | cigarra                      | cigarra                   |                       |
| ni-pitajucuna                            | quati-vermelho               | coati rojo                |                       |
| ni-chuleu                                | porquinho-da-índia           | cobaya                    |                       |
| ni-tuya                                  | boto                         | delfín                    |                       |
| ni-quenecuxle                            | bagre                        | dorado                    |                       |
| ni-metse                                 | gato                         | gato                      |                       |
| davari-michi (ni-mela)                   | ovo                          | huevo                     |                       |
| nem-se                                   | iguana                       | iguana                    |                       |
| ni-coxolani (ni-xolani)                  | onça-preta                   | jaguar                    |                       |
| ne-shuque                                | lagarto                      | lagarto                   |                       |
| ne-quichegue                             | libélula                     | libélula                  |                       |
| ni-chinaqueyu                            | lobo-guará                   | lobo rojo                 | Canis jubatus         |
| ne-cuchegue                              | vaga-lume                    | luciérnaga                |                       |
| nim-tahalu                               | borboleta                    | mariposa                  |                       |
| ni-cachu (ni cucxu; ne-tik; nem-chemech) | molusco                      | molusco                   |                       |
| ni-colara (ne-uru; ni-tsitak; ne-ulaxu)  | macaco                       | mono                      |                       |
| ni'lome                                  | tamanduá                     | tamandúa                  |                       |
| ne-ulasatsi                              | tamanduá-bandeira            | oso hormiguera            | Myrmecophaga jubata   |
| ni-catre                                 | tamanduá-mirim, mixila       | mutila                    |                       |
| ne-rucu                                  | pacu                         | pacú                      | Prochilodus, Myletes  |
| ni-melu (ni-mela)                        | pássaro                      | pájaro                    |                       |
| ne-teque                                 | piranha                      | palometa                  |                       |
| ni-pao (ni-pahu)                         | cachorro                     | perro                     |                       |
| ni-chnunu                                | tartaruga                    | peta                      |                       |
| ni-cacu (ni-xacu; nicaxacu)              | peixe                        | pez                       |                       |
| ne-morohoque                             | pulga                        | pulga                     |                       |
| ni-huaxle                                | rato                         | ratón                     |                       |
| ni-retsama                               | sucuri                       | sicurí                    |                       |
| ne-ushe                                  | surubi                       | surubí                    | Platystoma            |
| ni-hauyacaque (ni-la)                    | tatu                         | tatú                      |                       |
| ni-sti                                   | tatu-peba                    | tatú, peba                |                       |
| ni-meja                                  | maracajá, jaguatirica        | tigrillo                  |                       |
| ni-raye                                  | víbora                       | víbora                    |                       |
| ni-huatsu                                | pimenta                      | ají                       |                       |
| ni-tish                                  | algodão                      | algodón                   |                       |
| ni-yiga                                  | lenha                        | leña (madera para quemar) |                       |
| ne-chu                                   | bambu                        | bambú                     |                       |
| ni-taxa                                  | batata-doce                  | camote                    |                       |
| ni-shophaque                             | cana-de-açúcar               | caña de azúcar            |                       |
| ne-uramik                                | buriti                       | carundai                  |                       |
| nim-tuche                                | milho                        | choclo                    |                       |
| ni-chicaru                               | pupunha                      | chonta                    |                       |
| nem-je                                   | espinho                      | espina                    |                       |
| em-iya                                   | fruta                        | fruto                     |                       |
| ni-rajahua                               | banana                       | guineo                    |                       |
| nim-hugu                                 | capim                        | hierba                    |                       |
| ni-patihuare                             | madeira                      | madera                    |                       |
| ni tuxu; ni-txu                          | milho                        | maíz                      |                       |
| ne-masene                                | marajaú                      | marayahu                  | Bactris maraja        |
| ni-tuna                                  | jací                         | motacú                    | Attalea humboldtiana  |
| ni-huaxle                                | palmeira-real                | palma real                |                       |
| ni-mayoche                               | abacaxi                      | pina                      |                       |
| ni-tuli                                  | coco-de-espinho              | totaí                     |                       |
| ni-chamihi                               | mandioca                     | yuca                      |                       |

## Comparação lexical
Alguns paralelos lexicais entre o Canichana e o Mochica (Jolkesky 2016):
| Português         | Canichana                   | Mochica                     |
| ----------------- | --------------------------- | --------------------------- |
| ele/ela (3.S)     | su-                         | sʲuŋ-                       |
| água/rio          | ɨnese ‘água/rio’            | neʧ ‘rio’                   |
| ave/pomba         | pxaku ‘pomba’               | piʃako ‘ave’                |
| balsa/canoa       | tu ‘canoa’                  | tuːp ‘balsa’                |
| barriga           | tsats                       | tsəud                       |
| boca/língua       | ʧava ‘língua’               | ʃape/sap ‘boca’             |
| cabelo            | ʧːokʰ/ʧaɡa ‘barba’          | tsak/sak                    |
| caminho           | -kunap(i)                   | kono/koɲo                   |
| dia/manhã         | sitima ‘manhã’              | etim ‘dia’                  |
| estrela/sol       | kotɬ/koɬi ‘sol’             | kuʦ/kuʔiʃ                   |
| fogo              | ʧuku                        | oxuŋo/xok; tsuku ‘luz’      |
| homem             | enaku                       | naŋku                       |
| homem             | jutsːama, utsama            | ɲam                         |
| intestino/nádegas | peʧe/i-piʃi-tauli ‘nádegas’ | fiʧiʎko ‘intestino’         |
| ir                | tikina                      | tək                         |
| mãe               | mihdina                     | minieŋ                      |
| menino/filho      | sisi ‘filho’                | tsiːsi/ʧiːsi ‘menino’       |
| milho             | ʧu                          | ʧor                         |
| montanha          | komʧe ‘montanha/pedra’      | kunti ‘serra’               |
| nariz/bico        | eʧene ‘bico’                | ətsan/uʦan ‘nariz’          |
| nome              | eaku/ku                     | ok                          |
| orelha            | komete                      | með                         |
| osso/dente        | huti/kuti ‘dente’           | xoti/loti ‘osso’            |
| peito/coração     | tsu ‘coração’               | ʂoːð ‘peito’                |
| peixe             | xaku/haku                   | ɬak                         |
| pescoço/nuca      | u-ʃinkun-tauli ‘nuca’       | seŋke ‘pescoço’             |
| piolho            | ewʃːe                       | uːʦ                         |
| pouco             | toutiːji                    | tut                         |
| rabo/pênis        | -ʧumʧi ‘pênis’              | semsem/somsom ‘rabo’        |
| rede              | uʃːake                      | ʃak                         |
| rosto/olho        | tokʰe ‘olho’                | tok ‘rosto’ (cf. nok ‘ver’) |
| sal               | uluku                       | urek                        |
| semente           | ka                          | kas                         |
| sogro             | kiʧːo                       | ikiʂ; (cf. kiʃmike ‘velho’) |
| terra             | ʧix/ʧiʧ/ʧixiʧi              | çiːʦ/çis/xeʧis              |
| testa/cabeça      | ʃiti ‘testa’                | xəʦ/letʲ ‘cabeça’           |
| testa/olho        | tot ‘olho’                  | tot ‘testa’                 |